# Bunocephalus
Bunocephalus és un gènere de peix gat (ordre Siluriformes) de la família de les Aspredinidae. Conté espècies d'un gènere indescripte Pseudobunocephalus.
B. coracoideus és la més comuna espècie de peix gat banjo que és habitual als aficionats en aquaris.

## Taxonomia
- Bunocephalus aleuropsis Cope, 1870
- Bunocephalus amaurus Eigenmann, 1912
- Bunocephalus amazonicus (Mees, 1989)
- Bunocephalus bifidus Eigenmann, 1942
- Bunocephalus chamaizelus Eigenmann, 1912
- Bunocephalus colombianus Eigenmann, 1912
- Bunocephalus coracoideus (Cope, 1874)
- Bunocephalus doriae Boulenger, 1902
- Bunocephalus iheringii Boulenger, 1891
- Bunocephalus knerii Steindachner, 1882
- Bunocephalus larai Ihering, 1930
- Bunocephalus quadriradiatus (Mees, 1989)
- Bunocephalus rugosus Eigenmann & Kennedy, 1903
- Bunocephalus verrucosus (Walbaum, 1792)